# Flashpoint (serie limitada)
Flashpoint es una historia cruzada de cómics de 2011 publicada por DC Comics. La historia, que consta de una serie limitada central del mismo nombre y una serie de títulos vinculados, se estrenó en mayo de 2011. La miniserie principal fue escrita por Geoff Johns y dibujada a lápiz por Andy Kubert. Al final, la serie cambia radicalmente el statu quo para el Universo DC, lo que lleva al relanzamiento de la editorial en 2011, The New 52.
Flashpoint detalla un Universo DC alterado en el que solo Barry Allen parece ser consciente de las diferencias significativas entre la línea de tiempo regular y la alterada, incluido el lugar de Cyborg como el héroe por excelencia del mundo, al igual que Superman en la línea de tiempo principal, con el propio Superman, siendo mantenido cautivo como una rata de laboratorio por el gobierno de los Estados Unidos dentro de una instalación subterránea en Metrópolis. Además, Thomas Wayne es Batman, y una guerra entre Wonder Woman y Aquaman ha diezmado Europa occidental.
La serie, que consta de 61 números, se cruzó con Booster Gold, dieciséis miniseries independientes de tres números y una serie de one-shots a partir de junio de 2011. DC anunció que Flash # 12 sería el último de la serie; un decimotercer número había sido anunciado para la venta el 25 de mayo de 2011, pero fue retirado.
La trama está adaptada en la película Justice League: The Flashpoint Paradox, así como en la tercera temporada de la serie de televisión de The CW Network The Flash (2014-2023). Algunos elementos de la historia de Flashpoint se adaptaron para la película  de The Flash (2023).

## Argumento
Barry Allen despierta en una realidad alternativa, donde su madre nunca murió y vive feliz con ella. Tras convivir con ella, descubre que Iris West nunca lo conoció, no tiene superpoderes y, para su horror,  ningún héroe de la Liga de la Justicia existe, a excepción de Batman, Cyborg, Aquaman y Wonder Woman, estos dos últimos tienen una enorme guerra, incluso los Atlantes de Aquaman inundaron Europa y las Amazonas conquistaron Inglaterra.
Mientras tanto Batman persigue al Joker, una misteriosa criminal en este universo alternativo, poco después Cyborg quien es enviado por el gobierno, le pide que se una a él y a otros superhumanos para evitar que Aquaman y Wonder Woman destruyan la Tierra. Aunque él se niega. Mientras tanto Barry, descubre que su madre sigue viva, su padre falleció en vez de haber sido enviado a la cárcel y que Iris West nunca se casó con él, así que va a la Mansión Wayne para buscar a Bruce, pero descubre que en realidad es Thomas Wayne quien es Batman.
Batman, quien es mucho más violento y está dispuesto a matar, tiene una conversación con Barry, quien le explica quién es y que Bruce es su amigo, sin embargo, Thomas le dice que Bruce fue asesinado en un teatro años atrás por Joe Chill y, aunque él se convirtió en Batman y asesinó a Chill, su esposa, Martha, se volvió loca por no aceptar la muerte de su hijo y se convirtió en el Joker. Barry se da cuenta de que su enemigo Flash-Reverso es quien está detrás de todo esto y que alteró la realidad. Convence a Thomas de recrear el accidente que lo creó para así restaurar la realidad y permitir que su hijo viva, él acepta, pero antes, deben recrear el accidente que le dio a Barry sus poderes. 
Tras inyectarle a Barry los químicos adecuados, crean un pararrayos para atraer un rayo, sin embargo, en vez de devolverle su velocidad, lo rostiza hasta darle quemaduras de tercer grado. A continuación, Barry, con todas sus fuerzas, hace que le caiga otro rayo, provocando que Batman caiga de la mansión por el impacto, sin embargo, finalmente Barry recupera sus poderes y lo salva de la caída, logrando recuperarse de sus heridas con su veloz metabolismo. 
Ambos comienzan a investigar acerca de la Liga de la Justicia y descubren que un extraterrestre, Kal-El fue secuestrado por el gobierno, así que Flash lo convence para que vayan a buscarlo, Batman decide unirse a Cyborg con la condición de que lo ayuden a rescatar al alien, mientras tanto Barry comienza a darse cuenta de que permaneciendo en esta realidad, sus recuerdos cambian y se empiezan a desvanecer los anteriores. Cyborg, Batman y Flash logran rescatar al alien pero este se escapa justo después de ser rescatado.
Thomas Wayne lleva a Barry con la familia Trueno para que eviten que la memoria de Barry siga cambiando, pero no lo logran, Flash decide unirse a Cyborg para detener a Wonder Woman y Aquaman y convence a Thomas de ayudarlos. 
En la guerra de Inglaterra, los Atlantes y Amazonas pelean por lo que queda del mundo, pero la resistencia llega. Shazam pelea con la Mujer Maravilla, pero en eso una aliada llamada la Encantadora, los traiciona y separa a la familia Trueno, por lo que Diana mata al joven Billy Baston. Aquaman pelea con Diana, pero tras una larga lucha, es vencido al ser cortado de un brazo, mientras Diana le promete que las mujeres Atlantes vivirán con las Amazonas. 
Por otro lado, Flash-Reverso llega a atacar a Barry, este le revela que realmente fue Barry quien cambió la realidad, al intentar salvar a su madre, Barry se enoja e intenta atacarlo, pero no lo logra. Flash-Reverso explica que él pudo matarlo antes del cambio, pero necesitaba que Flash existiera para que hubiera una Fuerza de Velocidad que durara hasta el siglo 25, su era, para que él existiera, de lo contrario, Eobard desaparecería, sin embargo, justo cuando Barry cambió la realidad, él estaba dentro de la corriente de tiempo, por lo que ahora se convirtió en una paradoja temporal, siendo liberado de las cadenas del tiempo y teniendo toda la libertad de matar a Flash. En eso, Batman asesina a Flash-Reverso, atravesándole una lanza atlante en la espalda. La Hechicera hiere mortalmente a Thomas, entonces Kal-El llega, asesina a la hechicera y empieza a luchar contra los Atlantes y las Amazonas.
Poco después, Cyborg recibe señales de un gran terremoto que destruirá casi todas las ciudades de la Tierra, entonces Barry se dispone a cambiar la realidad, Thomas le pide que le de una carta a Bruce, que dice: «Querido hijo. Hay una cosa que sé sobre la vida. Algunas cosas ocurren por casualidad… …Te quiere, tu padre. Thomas», Barry le da las gracias y va a despedirse de su madre, quien le hace ver que debe dejarla ir, pero siempre estará con él. 
Debido a que al intentar alterar la realidad podría incluso destruirla, decide ir al momento, dentro de la Fuerza de Velocidad, en que su otro yo fue a salvar a su madre, al evitarlo las dimensiones se dividen y una criatura denominada Pandora le dice que podría salvar las dimensiones, fusionándolas, a cambio de un sacrificio.
Barry despierta de manera similar al inicio de la historia y se da cuenta de que todo fue semi-restaurado ya que, a pesar de que todo parecía estar bien, muchas cosas cambiaron, dando inicio a los Nuevos 52. Barry se desconcierta al recordar su vida alterna al lado de su madre, pero Batman le asegura que puede ser un regalo. En eso Flash recuerda la carta de Thomas y va con Bruce para dársela, con lo que este derrama lágrimas de emoción, diciendo que Barry es "un increíble mensajero".

## Personajes principales
- Barry Allen/The Flash

Barry Allen, es el personaje principal de los cómics, además es uno de los pocos personajes que recuerdan totalmente el mundo antes de ser cambiado.
- Eobard Thawne/Profesor Zoom

El profesor Eobard Thawne (Reverse Flash), es el antagonista principal de los cómics, y a diferencia de Barry, posee sus poderes al máximo nivel.
- Thomas Wayne/Batman

Aquí Thomas Wayne es Batman, debido a que su hijo Bruce (que es Batman en el universo original) fue asesinado, a diferencia de Bruce, detesta usar herramientas, además de que está dispuesto a asesinar a cualquiera que se interponga en su camino.
- Victor Stone/Cyborg

Victor Stone es el mayor superhéroe de Estados Unidos, en un mundo que nunca ha oído el nombre de Superman. Cyborg está tratando de amasar una resistencia contra el superhéroe Aquaman y las fuerzas de la Mujer Maravilla.

## Números
- Principales
  - Time Masters: Vanishing Point n.º 1–6
  - The Flash n.º 8–12

- Flashpoint Serie principal
  - Flashpoint n.º 1–5

- Crossover
  - Booster Gold nº44.[4]

- Batman, ¿Qué le paso a Gotham?
  - Flashpoint: Batman, un caballero de venganza n.º 1–3, escrito por Brian Azzarello y dibujado por  Eduardo Risso.
  - Flashpoint: Deadman y los Grayson Voladores n.º 1–3, escrito por JT Krul.

- Villanos: ¿Qué sucedió con los villanos más grandes del mundo?
  - Flashpoint: Citizen Cold n.º 1–3, escrito y dibujado por Scott Kolins.
  - Flashpoint: Deathstroke y Ravager n.º 1–3, escrito por Jimmy Palmiotti y dibujado por Joe Bennett & John Dell.
  - Flashpoint: Legion of Doom n.º 1–3
  - Flashpoint: The Outsider n.º 1–3

- Linterna Verde/Superman
  - Flashpoint: Abin Sur - El Linterna Verde n.º 1–3, escrito por Adam Schlagman y dibujado por Felipe Massafera.
  - Flashpoint: Project: Superman n.º 1–3, escrito por Scott Snyder & Lowell Francis y dibujado por Gene Ha.

- Mystic-cenric: Whatever Happened to Science & Magic?
  - Flashpoint: Frankenstein & the Creatures of the Unknown #1–3, written by Jeff Lemire and drawn by Ibraim Roberson with covers by Doug Mahnke.[5]
  - Flashpoint: Secret Seven #1–3, written by Peter Milligan and drawn by George Pérez and Scott Koblish

- ¿Qué paso en Europa?
  - Flashpoint: El emperador Aquaman n.º 1–3, escrito por Tony Bedard y dibujado por Ardian Syaf & Vicente Cifuentes.
  - Flashpoint: Mujer Maravilla y su furia n.º 1–3,  escrito por Dan Abnett & Andy Lanning y dibujado por Scott Clark & David Beaty.[6]
  - Flashpoint: Lois Lane y la Resistencia n.º 1–3, escrito por Dan Abnett & Andy Lanning y dibujado por Eddy Nunez & Sandra Hope.[6]

- Everything You Know Will Change in a Flash
  - Flashpoint: Kid Flash Perdido n.º 1–3, escrito por Sterling Gates y dibujado por Oliver Nome.
  - Flashpoint: El mundo de Flashpoint n.º 1–3, escrito por Rex Ogle y dibujado por Paulo Siqueira

- He Never Got the Ring
  - Flashpoint: Hal Jordan n.º 1–3, escrito por Adam Schlagman y dibujado por Ben Oliver con cobertura de Rags Morales.

- Un tomo
  - Flashpoint: Grodd of War nº1, escrito por Sean Ryan y dibujado por Ug Guara
  - Flashpoint: Reverse-Flash n.º 1, escrito poe Scott Kolins y dibujado por Goel Gómez
  - Flashpoint: Industrias Green Arrow nº1.

## Adaptaciones

### Televisión
- La serie The Flash de The CW tuvo una adaptación en la tercera temporada que centra a Barry Allen utilizando sus poderes para viajar en el tiempo y detener el asesinato de su madre. Esto crea una nueva línea del tiempo y la vida que él conocía cambia por completo durante tres meses hasta que empieza a darse cuenta de que la vida que conocía empieza a desaparecer y junto con sus recuerdos de ella. Esto provoca que no tenga más opción que regresar a su línea del tiempo original y en el intento, dar lugar a otra nueva línea del tiempo. Debido a la Flashpoint fue modificado por completo la serie Arrow el cual comparten el mismo universo.

### Película
- La película original animada de DC Universe Movies de 2013 titulada Justice League: The Flashpoint Paradox se adapta estrechamente a la historia del cómic Flashpoint.[7] Entre las diferencias está el prólogo con la Liga de la Justicia que ayuda a Flash a derrotar a los Renegados, la implicación de que Eobard Thawne no es el asesino de Nora Allen, la Encantadora no traiciona la Resistencia de Cyborg y Lex Luthor es parte de la tripulación de piratas de Deathstroke.
- En julio de 2017, en la Convención Internacional de Cómics de San Diego, se anunció que la película del Universo extendido de DC, The Flash, había sido renombrada a Flashpoint y adaptará la historia con Gal Gadot y Ray Fisher, que se espera que repitan sus papeles de Wonder Woman y Cyborg junto a Miller, que protagonizará The Flash. A partir de ahora, no se ha anunciado ningún director para la película.[8] El director Andres Muschietti le dijo a That Hashtag Show en una entrevista que la película utilizará elementos de los cómics.[9]